# Neopaulia alaica
Neopaulia alaica är en flockblommig växtart som beskrevs av Pimenov och Kljuykov. Neopaulia alaica ingår i släktet Neopaulia och familjen flockblommiga växter. Inga underarter finns listade i Catalogue of Life.